# NGC 4230
NGC 4230 ist ein offener Sternhaufen oder eine Sternengruppe im Sternbild Centaurus. Er wurde am 5. April 1837 von John Herschel entdeckt. Der ESO-Katalog (und die SIMBAD-Datenbank) identifizieren die ESO 171-SC14 fälschlicherweise als NGC 4230.